# Волчье (Львовская область)
Во́лчье (также Вовче, укр. Во́вче, с 1968 по 1991 — Середа) — село в Турковской городской общине Самборского района Львовской области Украины.
Население составляет 1813 жителей.

## Географическое положение
Волчье расположено в 14 километрах от города Турка,
в 8 километрах от границы Украины с Польшей.
К северо-западу от села расположен Жукотин,
в 4 километрах севернее — Смеречка,
в километре южнее — Прислоп,
в 2 км юго-восточнее — Шумяч,
в 5 км юго-западнее — Шандровец.
Волчье располагается в долине верхнего течения Днестра.
Южнее села, с запада на юг протянулась невысокая, широкая, пологая возвышенность, сильно пересечённая ручьями и потоками, с вершинами Опульный (592 м), Хащеваня (654 м), Корнат (622 м), Яворовец (625 м), Головановка (706 м).
Севернее Волчьего возвышаются короткий хребет Данковец (с вершинами 582, 690 и 736 метров), гора Старое Поле (751 м) и безымянная вершина (780 м).
За ними в 3 километрах от села тянется высокий и длинный Розлучский хребет с вершинами до 900 и более метров (Теркаловская — 878 м, Старый Верх или Старая — 874 м, безымянная — 884 м, Чонтыевка — 913 м, Розлуч — 933 м), уходящий далее за Шумяч.
Рядом с Волчьим, за Старым Полем, на склонах вершины Чентыевка (укр. Чонтийовка, пол. Chontyjówka, 913 м) находятся истоки Днестра. От истоков Днестр течёт на юго-запад, затем северо-запад, и между Старым Полем и Данковцем на юго-запад попадает в широкую долину, в которой расположено Волчье.
По этой долине Днестр течёт на северо-запад, собирая множество ручьёв, потоков и речек, самые крупные из которых в районе Волчьего — Терновский, Малиновский, Круглый, Днестрик-Дубовый с левого берега и Жукотинец — с правого.

## История
Село Волчье было основано на волошском праве и привилей на него был выдан 24 июня 1519 года Сигизмундом I шляхтичу Илье. До 1772 года село находилось в границах Польши (до 1569 года Королевства Польского, после — Речи Посполитой).
В 1772 году в результате первого раздела Речи Посполитой Волчье вместе с Галицией перешло к Австрии (
c 1772 года — к Австрийской монархии
с 1804 года — Австрийской империи,
с 1867 года — Австро-Венгрии).
С 1918 года в результате распада Австро-Венгерской империи и после Первой мировой войны Волчье находится на территории Западно-Украинской Народной Республики. С 1919 года село относится к Украинской народной республике, кратковременно c 15 июля по 23 сентября 1920 года — к Галицийской ССР, а затем, согласно Рижскому договору 1921 года, к Польской Республике.
После нападения Германии на Польшу 1 сентября 1939, ознаменовавшего начало Второй мировой войны, 17 сентября 1939 на территории, принадлежавшие в то время Польше, были введены советские войска. Волчье оказалось на территории, которая в соответствии с Договором о дружбе и границе между СССР и Германией, была присоединена к СССР и после проведения формального референдума была включена в состав Украинской ССР.
В начале августа 1941 года территория Галиции была объявлена Германией дистриктом Галиция.
С освобождением от немецких войск в конце сентября 1944 года Волчье снова оказалось в границах УССР.
В 1968 году село было переименовано в честь Героя Советского союза И. М. Середы.
Накануне распада СССР, в 1991 году селу было возвращено историческое название. После распада СССР Волчье находится на территории независимой Украины.

## Население
- 1890—2102 (1913 греко-католиков, 100 католиков, 103 иудея; т.ч. 1896 русинов, 204 поляка)[4].
- 1921—2242 жителя.
- 1970—2501 житель, 531 двор.[5]
- 1989—2073 (1026 муж., 1047 жен.)[6]
- 2001—1813[7].

## Достопримечательности
- Церковь Введения в храм Пресвятой Богородицы, 1680 г., памятник архитектуры национального значения. Мастер — Григорий Тесля.
- Костёл-часовня святых апостолов Петра и Павла, 1900 г., неоготика.